# Rhodotoxotis arciferana
Rhodotoxotis arciferana är en fjärilsart som beskrevs av Paul Mabille 1900. Rhodotoxotis arciferana ingår i släktet Rhodotoxotis och familjen vecklare. Inga underarter finns listade i Catalogue of Life.